# Битва на рейді Гемптон-Роудс

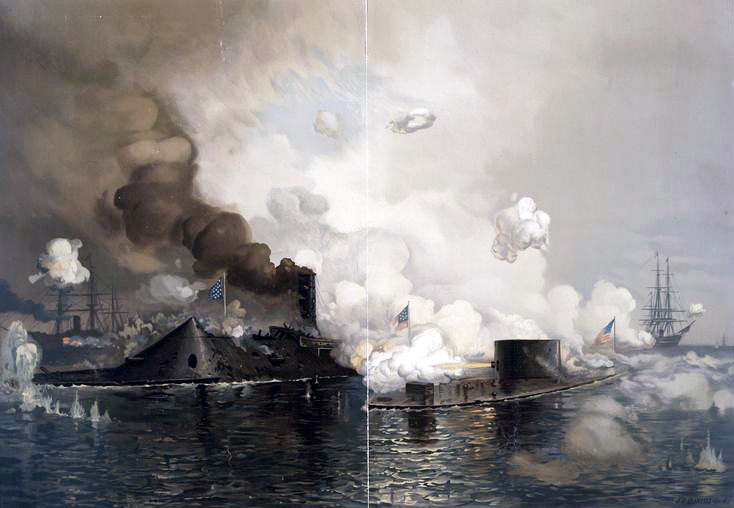
Битва «Вірджинії» з «Монітором»

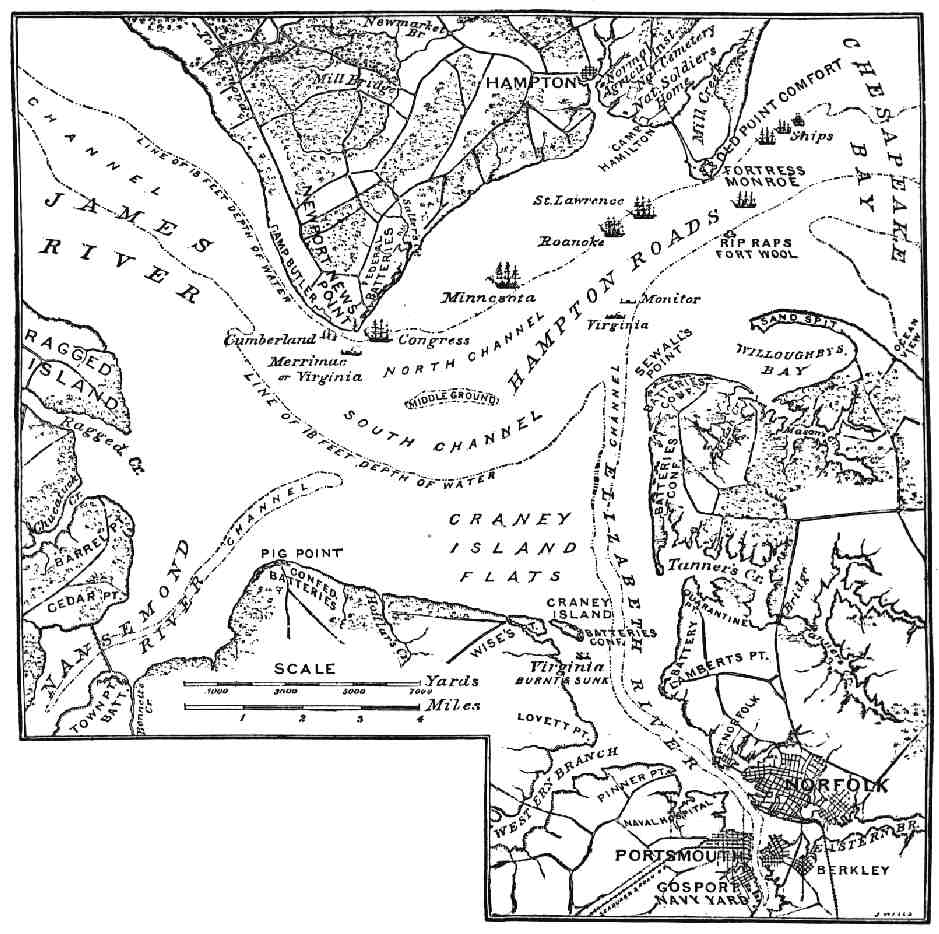
Мапа битви

Битва на рейді Гемптон-Роудс або Бій «Вірджинії» з «Монітором» — найвідоміший і знаменний морський бій Громадянської війни в США.

## Битва
У ході битви, що тривала з перервами з 8 по 9 березня 1862 року, стався перший в історії бій броненосних кораблів, який мав значний вплив на розвиток військово-морської науки і озброєнь. Події тих днів розгорталися на рейді Гемптон-Роудс в місці злиття Елізабет-Рівер і Нансемонд-Рівер з Джеймс-Рівер недалеко від місця впадіння останньої в Чесапікську затоку. Бій був частиною планів Конфедерації по прориву морської блокади Північю, яка відрізала від міжнародної торгівлі великі міста Півдня Норфолк і Ричмонд.
Ескадра Конфедерації складалася з броненосця «Вірджинія» (побудований з остова фрегата «Меррімак») і декількох допоміжних кораблів. У перший день битви конфедератам протистояли кілька типових дерев'яних кораблів північан, що блокували вихід з Чесапікської затоки. У той день «Вірджинія» відправила на дно два кораблі і мала намір потопити третій — фрегат «Міннесота» — однак останньому вдалося викинутися на мілководдя. Темрява змусила конфедератів відійти для ремонту кораблів і лікування поранених, серед яких був і командир «Вірджинії» адмірал Френклін Б'юкенен.
На наступний ранок новий капітан «Вірджинії» Кейтсбі ап Роджер Джонс повів броненосець до «Міннесоти», яка сиділа на мілині, однак там його вже чекав броненосець північан «Монітор», що прийшов вночі для захисту фрегата. В ході запеклого тригодинного бою обидва броненосці не змогли завдати один одному фатальних пошкоджень. «Вірджинія» покинула місце бою і відійшла на базу в Норфолк для ремонту, «Монітор» залишився захищати «Міннесоту» на ввіреній йому позиції.

## Наслідки
Битва привернула пильну увагу всього світу. Найбільші морські держави тих років Велика Британія і Франція припинили будівництво традиційних дерев'яних військових кораблів, тим самим задавши нову моду іншим морським державам. Битва була поштовхом для народження нового класу кораблів — моніторів, які наслідували принципи оригіналу.

## В мистецтві
- «Броненосці» (Ironclads) — режисер Делберт Манн, США, 1991 р.